# Isidoro de Angulo
Isidoro de Angulo (Villanueva y Geltrú, 4 de abril de 1812-Hospitalet de Llobregat, 19 de septiembre de 1854) fue un catedrático y estudioso de la agricultura español.

## Biografía
Estudió en Barcelona y perfeccionó sus conocimientos viajando por Inglaterra y Estados Unidos. Regresó a la ciudad condal en 1839 y al año siguiente fue nombrado socio de la Real Academia de Ciencias Naturales y Artes y de la Sociedad Económica Barcelonesa de Amigos del País. Tomó en los trabajos de ambas corporaciones una parte muy activa leyendo varias memorias y discursos. Fue, asimismo, vocal del Consejo provincial y de la Junta de Comercio de Barcelona, de la que se creó en la capital un sistema carcelario. Presidió también la Compañía Agrícola Catalana.
Habiéndose establecido por real orden de 21 de diciembre de 1853 un curso teórico de agricultura en Barcelona, dirigido a la enseñanza de los padres escolapios y algunos otros eclesiásticos, que hubiesen de servir de profesores de aquel ramo en los seminarios conciliares, se le confirió a Angulo el desempeñó de aquella cátedra.
Fue uno de los socios fundadores del Instituto Agrícola Catalán de San Isidro, dirigió la Revista de agricultura práctica —órgano de aquella sociedad— en los años 1853 y 1854 y tomó parte muy activa en sus trabajos y discusiones.
El Gobierno le confirió el destino de cónsul, para que pudiese así desempeñar los consulados de Marsella, Burdeos, Nápoles y Ginebra, concediéndole en propiedad el primero de estos que resultase vacante; sin embargo, rechazó la oferta. Tampoco admitió una secretaría de embajada que el Ejecutivo le ofrecía, puesto que según Elías de Molins, en su Diccionario biográfico y bibliográfico de escritores y artistas catalanes del siglo XIX, «era tal su modestia que solo quería desempeñar cargos que fuesen útiles al fomento y desarrollo de los intereses de su país y en especial al fomento de la agricultura, a cuyo estudio se había dedicado con entusiasmo».
En 1848 fue nombrado vocal de la Junta de Agricultura de la provincia y, en esta calidad y por excitación del ministro del ramo, asistió al Congreso Agrícola celebrado en Madrid al año siguiente. Fue, además, el primero que introdujo el cultivo de la moreras multicaulis.
Víctima del cólera asiático, falleció en Hospitalet de Llobregat el día 19 de septiembre de 1854, a los 42 años de edad.

## Obras
Escribió las siguientes obras:
- Tratado completo de agricultura práctica;
- Historia de la agricultura española;
- «Memoria sobre el cultivo de varias especies», leída en 1845 ante la Real Academia de Ciencias Naturales y Artes de Barcelona;
- «Memoria sobre los medios desinfectantes de la atmósfera con aplicación a los gusanos de seda», leída un año después ante esa misma academia;
- «Memoria sobre el uso de los instrumentos aratorios», premiada por la Sociedad Económica Barcelonesa de Amigos del País en 1848;
- «Memoria relativa a la elección con respecto a la aclimatación y crecimiento de las plantas, si que también a las necesidades del país en que habita y a las utilidades que de sus labores ha de reportar el cultivador», leída en la sesión celebrada el 6 de marzo de 1851 por la Real Academia de Ciencias de Barcelona;
- «Discurso sobre el presente y porvenir de la agricultura catalana», leído en la sesión celebrada el 18 de octubre de 1852 en la Sociedad de Amigos del País barcelonesa; y
- «La división territorial y la agricultura» (1852).